# Cleves (Ohio)
Cleves é uma vila localizada no estado norte-americano de Ohio, no Condado de Hamilton.

## Demografia
Segundo o censo norte-americano de 2000, a sua população era de 2790 habitantes.
Em 2006, foi estimada uma população de 2534, um decréscimo de 256 (-9.2%).

## Geografia
De acordo com o United States Census Bureau tem uma área de
4,1 km², dos quais 4,1 km² cobertos por terra e 0,0 km² cobertos por água.

## Localidades na vizinhança
O diagrama seguinte representa as localidades num raio de 8 km ao redor de Cleves.